# Olympische Sommerspiele 2024/Kanu – Einer-Kajak 1000 m (Männer)
Das Kanu-Rennen der Männer mit dem Einer-Kajak über 1000 m bei den Olympischen Spielen 2024 in Paris fand vom 7. bis 10. August 2024 statt. Schauplatz der Wettkämpfe war die Regattastrecke Stade nautique de Vaires-sur-Marne im Ort Vaires-sur-Marne, östlich des Großraums Paris. Titelverteidiger war Bálint Kopasz, der in Tokio der zweite Ungar wurde, der Gold in dieser Disziplin gewann.

## Titelträger
| Olympische Spiele 2020       | Bálint Kopasz    | 3:20,643 min | Tokio             |
| Weltmeisterschaften 2023     | Fernando Pimenta | 3:27,712 min | Duisburg          |
| Afrikameisterschaften 2024   | Achraf El Aidi   | 3:52,86 min  | Abuja             |
| Panamerikanische Spiele 2023 | Agustín Vernice  | 3:29,73 min  | Santiago de Chile |
| Asienspiele 2022             | Zhang Dong       | 3:46,224 min | Hangzhou          |
| Europameisterschaften 2024   | Aleh Jurenja     | 3:35,122 min | Szeged            |
| Ozeanienmeisterschaften 2024 | Thomas Green     | 3:31,96 min  | Sydney            |

## Qualifikation
Die sechs am besten platzierten Boote (maximal ein Boot pro Nation) der Weltmeisterschaften 2023 qualifizierten sich für die Spiele. Bei kontinentalen Qualifikationswettkämpfen standen für Asien, Europa und Panamerika zwei Quotenplätze zur Verfügung sowie einer für Afrika und Ozeanien. Zusätzlich erhielt Gastgeber Frankreich einen Quotenplatz. Das Feld wurde durch Athleten komplettiert, die sich in anderen Bootsklassen qualifiziert hatten und auch im K1 an den Start gehen konnten. Maximal war dennoch nur ein Boot pro Nation zugelassen.

## Vorläufe
Mittwoch, 7. August 2024

### Vorlauf 1
| Rang | Bahn | Athlet            | Nation                         | Zeit (min) | Qualifikation |
| ---- | ---- | ----------------- | ------------------------------ | ---------- | ------------- |
| 1    | 5    | Fernando Pimenta  | Portugal                       | 3:29,76    | Halbfinale    |
| 2    | 2    | Uladsislau Krawez | Individuelle Neutrale Athleten | 3:32,07    | Halbfinale    |
| 3    | 4    | Jonas Ecker       | Vereinigte Staaten             | 3:37,21    | Viertelfinale |
| 4    | 3    | Saeid Fazloula    | Refugee Olympic Team           | 3:42,80    | Viertelfinale |
| 5    | 6    | Achraf El Aidi    | Marokko                        | 3:50,36    | Viertelfinale |
| 6    | 7    | Tuva’a Clifton    | Samoa                          | 3:54,49    | Viertelfinale |

### Vorlauf 2
| Rang | Bahn | Athlet              | Nation             | Zeit (min) | Qualifikation |
| ---- | ---- | ------------------- | ------------------ | ---------- | ------------- |
| 1    | 2    | Anton Winkelmann    | Deutschland        | 3:27,80    | Halbfinale    |
| 2    | 5    | Martin Nathell      | Schweden           | 3:28,36    | Halbfinale    |
| 3    | 6    | Francisco Cubelos   | Spanien            | 3:28,40    | Viertelfinale |
| 4    | 4    | Zhang Dong          | China              | 3:35,83    | Viertelfinale |
| 5    | 3    | René Holten Poulsen | Dänemark           | 3:40,14    | Viertelfinale |
| 6    | 7    | Aaron Small         | Vereinigte Staaten | 3:40,87    | Viertelfinale |

### Vorlauf 3
| Rang | Bahn | Athlet            | Nation      | Zeit (min) | Qualifikation |
| ---- | ---- | ----------------- | ----------- | ---------- | ------------- |
| 1    | 5    | Bálint Kopasz     | Ungarn      | 3:26,44    | Halbfinale    |
| 2    | 4    | Agustín Vernice   | Argentinien | 3:27,18    | Halbfinale    |
| 3    | 7    | Hamish Lovemore   | Südafrika   | 3:28,19    | Viertelfinale |
| 4    | 3    | Andrej Olijnik    | Litauen     | 3:38,02    | Viertelfinale |
| 5    | 6    | Matías Otero      | Uruguay     | 3:43,65    | Viertelfinale |
| 6    | 2    | Bekarys Ramatulla | Kasachstan  | 3:44,47    | Viertelfinale |

### Vorlauf 4
| Rang | Bahn | Athlet          | Nation      | Zeit (min) | Qualifikation |
| ---- | ---- | --------------- | ----------- | ---------- | ------------- |
| 1    | 7    | Ádám Varga      | Ungarn      | 3:28,56    | Halbfinale    |
| 2    | 5    | Jakob Thordsen  | Deutschland | 3:29,88    | Halbfinale    |
| 3    | 6    | Maxime Beaumont | Frankreich  | 3:30,64    | Viertelfinale |
| 4    | 4    | Artuur Peters   | Belgien     | 3:31,55    | Viertelfinale |
| 5    | 2    | Adrián del Río  | Spanien     | 3:33,81    | Viertelfinale |
| 6    | 3    | Ali Aghamirzaei | Iran        | 3:36,58    | Viertelfinale |

### Vorlauf 5
| Rang | Bahn | Athlet               | Nation     | Zeit (min) | Qualifikation |
| ---- | ---- | -------------------- | ---------- | ---------- | ------------- |
| 1    | 4    | Thomas Green         | Australien | 3:35,99    | Halbfinale    |
| 2    | 5    | Josef Dostál         | Tschechien | 3:37,83    | Halbfinale    |
| 3    | 6    | Shakhriyor Makhkamov | Usbekistan | 3:40,25    | Viertelfinale |
| 4    | 3    | Vagner Souta         | Brasilien  | 3:46,17    | Viertelfinale |
| 5    | 7    | Andrew Birkett       | Südafrika  | 3:53,31    | Viertelfinale |

## Viertelfinale
Mittwoch, 7. August 2024

### Viertelfinale 1
| Rang | Bahn | Athlet          | Nation             | Zeit (min) | Qualifikation |
| ---- | ---- | --------------- | ------------------ | ---------- | ------------- |
| 1    | 4    | Maxime Beaumont | Frankreich         | 3:29,66    | Halbfinale    |
| 2    | 7    | Matías Otero    | Uruguay            | 3:30,81    | Halbfinale    |
| 3    | 8    | Ali Aghamirzaei | Iran               | 3:33,78    |               |
| 4    | 6    | Zhang Dong      | China              | 3:37,75    |               |
| 5    | 5    | Jonas Ecker     | Vereinigte Staaten | 3:41,77    |               |
| 6    | 3    | Vagner Souta    | Brasilien          | 3:50,72    |               |
| 7    | 2    | Tuva’a Clifton  | Samoa              | 3:55,20    |               |

### Viertelfinale 2
| Rang | Bahn | Athlet              | Nation               | Zeit (min) | Qualifikation |
| ---- | ---- | ------------------- | -------------------- | ---------- | ------------- |
| 1    | 3    | René Holten Poulsen | Dänemark             | 3:35,48    | Halbfinale    |
| 2    | 5    | Hamish Lovemore     | Südafrika            | 3:36,64    | Halbfinale    |
| 3    | 7    | Andrew Birkett      | Südafrika            | 3:38,11    |               |
| 4    | 4    | Saeid Fazloula      | Refugee Olympic Team | 3:40,94    |               |
| 5    | 2    | Bekarys Ramatulla   | Kasachstan           | 3:45,77    |               |
| 6    | 6    | Artuur Peters       | Belgien              | 3:51,20    | Halbfinale*   |

Während des Laufs hatte sich ein Stück einer Wasserpflanze an der Spitze des Kajaks von Artuur Peters verfangen. Peters, der zu diesem Zeitpunkt in Führung lag, wurde durch den zusätzlichen Wasserwiderstand behindert und landete auf dem letzten Platz. Nach einem Protest ließ die Rennjury Peters im Halbfinale starten.

### Viertelfinale 3
| Rang | Bahn | Athlet               | Nation             | Zeit (min) | Qualifikation |
| ---- | ---- | -------------------- | ------------------ | ---------- | ------------- |
| 1    | 7    | Adrián del Río       | Spanien            | 3:30,39    | Halbfinale    |
| 2    | 4    | Francisco Cubelos    | Spanien            | 3:33,74    | Halbfinale    |
| 3    | 5    | Shakhriyor Makhkamov | Usbekistan         | 3:35,43    |               |
| 4    | 6    | Andrej Olijnik       | Litauen            | 3:36,72    |               |
| 5    | 2    | Aaron Small          | Vereinigte Staaten | 3:42,05    |               |
| 6    | 3    | Achraf El Aidi       | Marokko            | 4:02,27    |               |

## Halbfinale
Samstag, 10. August 2024

### Halbfinale 1
| Rang | Bahn | Athlet              | Nation      | Zeit (min) | Qualifikation |
| ---- | ---- | ------------------- | ----------- | ---------- | ------------- |
| 1    | 4    | Bálint Kopasz       | Ungarn      | 3:28,76    | A-Finale      |
| 2    | 5    | Fernando Pimenta    | Portugal    | 3:29,14    | A-Finale      |
| 3    | 2    | Jakob Thordsen      | Deutschland | 3:29,34    | A-Finale      |
| 4    | 6    | Martin Nathell      | Schweden    | 3:30,14    | A-Finale      |
| 5    | 8    | Francisco Cubelos   | Spanien     | 3:30,52    | B-Finale      |
| 6    | 0    | Artuur Peters       | Belgien     | 3:32,81    | B-Finale      |
| 7    | 3    | Thomas Green        | Australien  | 3:33,52    | B-Finale      |
| 8    | 7    | René Holten Poulsen | Dänemark    | 3:35,50    | B-Finale      |
| 9    | 1    | Matías Otero        | Uruguay     | 3:48,91    | B-Finale      |

### Halbfinale 2
| Rang | Bahn | Athlet            | Nation                         | Zeit (min) | Qualifikation |
| ---- | ---- | ----------------- | ------------------------------ | ---------- | ------------- |
| 1    | 5    | Ádám Varga        | Ungarn                         | 3:27,92    | A-Finale      |
| 2    | 6    | Agustín Vernice   | Argentinien                    | 3:28,18    | A-Finale      |
| 3    | 2    | Josef Dostál      | Tschechien                     | 3:29,05    | A-Finale      |
| 4    | 3    | Uladsislau Krawez | Individuelle Neutrale Athleten | 3:29,64    | A-Finale      |
| 5    | 7    | Maxime Beaumont   | Frankreich                     | 3:30,99    | B-Finale      |
| 6    | 8    | Adrián del Río    | Spanien                        | 3:31,07    | B-Finale      |
| 7    | 4    | Anton Winkelmann  | Deutschland                    | 3:31,51    | B-Finale      |
| 8    | 1    | Hamish Lovemore   | Südafrika                      | 3:33,89    | B-Finale      |

## Finale
Samstag, 10. August 2024

### A-Finale
Anmerkung: zur Ermittlung der Plätze 1 bis 8
| Rang | Bahn | Athlet            | Nation                         | Zeit (min) |
| ---- | ---- | ----------------- | ------------------------------ | ---------- |
| 1    | 1    | Josef Dostál      | Tschechien                     | 3:24,07    |
| 2    | 2    | Ádám Varga        | Ungarn                         | 3:24,76    |
| 3    | 3    | Bálint Kopasz     | Ungarn                         | 3:25,68    |
| 4    | 4    | Uladsislau Krawez | Individuelle Neutrale Athleten | 3:28,10    |
| 4    | 5    | Agustín Vernice   | Argentinien                    | 3:28,10    |
| 6    | 6    | Fernando Pimenta  | Portugal                       | 3:29,59    |
| 7    | 7    | Martin Nathell    | Schweden                       | 3:31,06    |
| 8    | 8    | Jakob Thordsen    | Deutschland                    | 3:36,82    |

### B-Finale
Anmerkung: zur Ermittlung der Plätze 9 bis 17
| Rang | Bahn | Athlet              | Nation      | Zeit (min) |
| ---- | ---- | ------------------- | ----------- | ---------- |
| 9    | 1    | Hamish Lovemore     | Südafrika   | 3:27,94    |
| 10   | 2    | Anton Winkelmann    | Deutschland | 3:28,04    |
| 11   | 3    | Francisco Cubelos   | Spanien     | 3:28,10    |
| 12   | 4    | Adrián del Río      | Spanien     | 3:29,42    |
| 13   | 5    | Artuur Peters       | Belgien     | 3:30,29    |
| 14   | 6    | Matías Otero        | Uruguay     | 3:30,48    |
| 15   | 7    | Maxime Beaumont     | Frankreich  | 3:31,42    |
| 16   | 8    | René Holten Poulsen | Dänemark    | 3:31,62    |
| 17   | 8    | Thomas Green        | Australien  | 3:32,72    |